# Pompoï (Burkina Faso)
Pour les articles homonymes, voir Pompoï.
Pompoï est une commune rurale et le chef-lieu du département de Pompoï dans la province des Balé de la région de la Boucle du Mouhoun au Burkina Faso.

## Éducation et santé
La commune accueille un centre de santé et de promotion sociale (CSPS).
Pompoï possède une école primaire publique.